# Pierre Campion
Pierre Campion, né le 17 décembre 1937 à Plouër-sur-Rance, est un essayiste et critique littéraire français.

## Biographie
Pierre Campion est titulaire d’un DES sur « Le platonisme de Proust » (1961), d’un CAPES de Lettres classiques (1959) et d’une agrégation des Lettres classiques (1963)[réf. nécessaire]. 
Pendant presque toute sa carrière, il a enseigné les Lettres dans les classes préparatoires, littéraires et scientifiques, au lycée Chateaubriand de Rennes.
De 2005 à 2017, il donne un cours de Littérature française à l'Université du temps libre du Pays de Dinan, à raison de 12 à 14 séances par an.

## Travaux
Dans son activité de recherche et de critique, il travaille particulièrement aux frontières sur lesquelles se rencontrent la littérature, les sciences humaines et la philosophie.   
Ses études et analyses portent sur Stéphane Mallarmé, Marcel Proust, Gérard de Nerval, Jean-Jacques Rousseau, Jean de La Fontaine et François de La Rochefoucauld, Jean-Paul Sartre, Maurice Merleau-Ponty , etc..
Pierre Campion a publié des articles dans de nombreuses revues : Poétique, Revue d'histoire littéraire de la France, Littérature, Les Temps modernes, Europe, Travaux de littérature française (revue de l'Adirel), Romantisme, Littératures (Toulouse), Archives de philosophie , etc.
Il a créé et animé la revue interdisciplinaire Atala de 1998 à 2007 avec Alain Deguernel et Claude Moreau.  
En 2000, il crée le site internet À la littérature dans lequel il publie ses propres interventions. 

## Publications

### Ouvrages
- Mallarmé : poésie et philosophie, PUF, 1994, 128 p. (ISBN 978-2-13-046218-7)[6],[7]
- La littérature à la recherche de la vérité, Seuil, 1996[8]
- Nerval, Presses universitaires de Rennes, 1998
- Lectures de La Rochefoucauld, Presses universitaires de Rennes, 1998
- La réalité du réel : essai sur les raisons de la littérature, Presses universitaires de Rennes, 2003[9]
- Se rafraîchir à La Fontaine : l'animalité de l'homme dans les Fables, Ennoïa, 2004
- L'agir littéraire le beau risque d'écrire et de lire, Presses universitaires de Rennes, impr. 2010[10]
- L'ombre de Merleau-Ponty : entre philosophie, politique et littérature, Presses universitaires de Rennes, 2013
- L'animalité de l'homme dans les Fables: Se rafraîchir à La Fontaine, Presses universitaires de Rennes, 2023[11]